# Funk Wav Bounces Vol. 2
Funk Wav Bounces Vol. 2 è il sesto album in studio del DJ e produttore discografico scozzese Calvin Harris, pubblicato nel 2022.

## Tracce
1. Intro – 0:39
2. New Money (with 21 Savage) – 2:48
3. Potion (with Dua Lipa and Young Thug) – 3:35
4. Woman of the Year (with Stefflon Don, Chlöe, and Coi Leray) – 3:26
5. Obsessed (with Charlie Puth and Shenseea) – 3:46
6. New to You (with Normani, Tinashe, and Offset) – 5:02
7. Ready or Not (with Busta Rhymes) – 2:37
8. Stay with Me (with Justin Timberlake, Halsey, and Pharrell Williams) – 3:49
9. Stay with Me (Part 2) (with Justin Timberlake, Halsey, and Pharrell Williams) – 1:23
10. Somebody Else (with Jorja Smith and Lil Durk) – 2:58
11. Nothing More to Say (with 6lack and Donae'o) – 3:53
12. Live My Best Life (with Snoop Dogg and Latto) – 2:43
13. Lean on Me (with Swae Lee) – 3:52
14. Day One (with Pharrell Williams and Pusha T) – 3:20

## Classifiche
| Classifica (2022) | Posizione raggiunta |
| ----------------- | ------------------- |
| Regno Unito       | 5                   |
| Stati Uniti       | 17                  |